# Eleições europeias de 2019 em Vila Real

## Resultados Oficiais
| Partido                 | Partido                        | Votos  | %               | +/-  |
| ----------------------- | ------------------------------ | ------ | --------------- | ---- |
|                         | Partido Socialista             | 5 445  | 31,59 / 100,00  | 2,13 |
|                         | Partido Social Democrata       | 5 066  | 29,39 / 100,00  | -    |
|                         | Bloco de Esquerda              | 1 694  | 9,83 / 100,00   | 6,72 |
|                         | CDS – Partido Popular          | 902    | 5,23 / 100,00   | -    |
|                         | Pessoas–Animais–Natureza       | 607    | 3,52 / 100,00   | 2,37 |
|                         | Coligação Democrática Unitária | 528    | 3,06 / 100,00   | 2,80 |
|                         | Aliança                        | 422    | 2,45 / 100,00   | Novo |
|                         | LIVRE                          | 313    | 1,82 / 100,00   | 0,16 |
|                         | Basta!                         | 247    | 1,43 / 100,00   | 0,84 |
|                         | Outros (com menos de 1,00%)    | 680    | 3,96 / 100,00   |      |
| Votos Inválidos         | Votos Inválidos                | 1 332  | 7,73 / 100,00   | 0,25 |
| Total                   | Total                          | 17 236 | 100,00 / 100,00 |      |
| Eleitorado/Participação | Eleitorado/Participação        | 50 031 | 34,45 / 100,00  | 0,77 |

## Resultados por Freguesia
Os resultados seguintes referem-se aos partidos que obtiveram mais de 1,00% dos votos:
| Freguesia                      | %     | %     | %     | %     | %    | %    | %    | %    | %    | Votantes |
| Freguesia                      | PS    | PSD   | BE    | CDS   | PAN  | CDU  | A    | L    | B!   | Votantes |
| ------------------------------ | ----- | ----- | ----- | ----- | ---- | ---- | ---- | ---- | ---- | -------- |
| Abaças                         | 41,53 | 25,24 | 4,47  | 10,54 | 0,96 | 2,56 | 1,28 | 0,32 | 2,24 | 313      |
| Adoufe e Vilarinho de Samardã  | 34,48 | 27,34 | 7,76  | 6,65  | 3,82 | 2,96 | 1,97 | 1,60 | 2,96 | 812      |
| Andrães                        | 32,13 | 36,75 | 6,63  | 4,62  | 4,62 | 0,60 | 2,41 | 0,20 | 2,21 | 498      |
| Arroios                        | 31,72 | 27,52 | 9,24  | 3,99  | 3,78 | 1,68 | 1,89 | 2,10 | 1,89 | 476      |
| Borbela e Lamas de Olo         | 31,57 | 27,09 | 8,01  | 5,89  | 4,12 | 2,94 | 2,47 | 2,71 | 0,71 | 849      |
| Campeã                         | 33,33 | 42,94 | 7,57  | 3,68  | 1,43 | 1,23 | 1,23 | 0,41 | 0,61 | 489      |
| Constantim e Vale de Nogueiras | 27,50 | 34,97 | 6,28  | 3,74  | 3,40 | 1,87 | 2,72 | 0,34 | 1,53 | 589      |
| Folhadela                      | 31,49 | 27,57 | 10,14 | 4,19  | 3,51 | 5,14 | 2,70 | 2,03 | 1,76 | 740      |
| Guiães                         | 20,00 | 52,17 | 3,48  | 7,83  | 0,87 | 3,48 | 1,74 | 0,87 | 0,87 | 115      |
| Lordelo                        | 36,24 | 22,22 | 11,74 | 4,04  | 3,28 | 3,41 | 1,89 | 2,40 | 1,64 | 792      |
| Mateus                         | 27,36 | 26,07 | 13,81 | 4,63  | 4,55 | 4,97 | 2,83 | 2,49 | 2,14 | 1 166    |
| Mondrões                       | 39,76 | 32,34 | 7,42  | 5,93  | 2,08 | 1,19 | 0,59 | 0    | 2,37 | 337      |
| Mouçós e Lamares               | 31,68 | 32,11 | 7,77  | 4,45  | 3,66 | 2,09 | 2,01 | 1,75 | 1,48 | 1 146    |
| Nogueira e Ermida              | 40,13 | 33,78 | 4,35  | 3,34  | 2,34 | 1,67 | 2,01 | 1,00 | 2,01 | 299      |
| Parada de Cunhos               | 35,33 | 26,24 | 9,61  | 5,49  | 3,77 | 2,57 | 2,74 | 1,89 | 1,72 | 583      |
| Pena, Quintã e Vila Cova       | 13,46 | 65,93 | 3,57  | 5,22  | 2,20 | 1,10 | 0    | 0    | 0,55 | 364      |
| São Tomé do Castelo e Justes   | 25,51 | 40,40 | 5,81  | 4,80  | 3,03 | 2,02 | 3,03 | 2,02 | 1,26 | 396      |
| Torgueda                       | 42,35 | 29,85 | 8,58  | 3,54  | 2,05 | 1,12 | 2,05 | 0,37 | 0,75 | 536      |
| Vila Marim                     | 32,77 | 28,79 | 9,09  | 6,25  | 2,27 | 2,65 | 3,22 | 2,27 | 0,95 | 528      |
| Vila Real                      | 30,54 | 26,06 | 12,16 | 5,65  | 3,93 | 3,80 | 2,92 | 2,27 | 1,11 | 6 208    |
| Vila Real                      | 31,59 | 29,39 | 9,83  | 5,23  | 3,52 | 3,06 | 2,45 | 1,82 | 1,43 | 17 236   |

#### Abaças
| Partido                 | Partido                        | Votos | %               | +/-  |
| ----------------------- | ------------------------------ | ----- | --------------- | ---- |
|                         | Partido Socialista             | 130   | 41,53 / 100,00  | 7,55 |
|                         | Partido Social Democrata       | 79    | 25,24 / 100,00  | -    |
|                         | CDS – Partido Popular          | 33    | 10,54 / 100,00  | -    |
|                         | Bloco de Esquerda              | 14    | 4,47 / 100,00   | 1,96 |
|                         | Coligação Democrática Unitária | 8     | 2,56 / 100,00   | 7,75 |
|                         | Basta!                         | 7     | 2,24 / 100,00   | 2,24 |
|                         | Partido Nacional Renovador     | 6     | 1,92 / 100,00   | 1,36 |
|                         | Aliança                        | 4     | 1,28 / 100,00   | Novo |
|                         | Outros (com menos de 1,00%)    | 15    | 4,80 / 100,00   |      |
| Votos Inválidos         | Votos Inválidos                | 17    | 5,43 / 100,00   | 0,42 |
| Total                   | Total                          | 313   | 100,00 / 100,00 |      |
| Eleitorado/Participação | Eleitorado/Participação        | 1 159 | 27,01 / 100,00  | 1,62 |

#### Adoufe e Vilarinho de Samardã
| Partido                 | Partido                        | Votos | %               | +/-  |
| ----------------------- | ------------------------------ | ----- | --------------- | ---- |
|                         | Partido Socialista             | 280   | 34,48 / 100,00  | 2,36 |
|                         | Partido Social Democrata       | 222   | 27,34 / 100,00  | -    |
|                         | Bloco de Esquerda              | 63    | 7,76 / 100,00   | 4,35 |
|                         | CDS – Partido Popular          | 54    | 6,65 / 100,00   | -    |
|                         | Pessoas–Animais–Natureza       | 31    | 3,82 / 100,00   | 2,73 |
|                         | Coligação Democrática Unitária | 24    | 2,96 / 100,00   | 3,24 |
|                         | Basta!                         | 24    | 2,96 / 100,00   | 1,25 |
|                         | Aliança                        | 16    | 1,97 / 100,00   | Novo |
|                         | LIVRE                          | 13    | 1,60 / 100,00   | 0,75 |
|                         | Outros (com menos de 1,00%)    | 21    | 2,58 / 100,00   |      |
| Votos Inválidos         | Votos Inválidos                | 64    | 7,88 / 100,00   | 3,38 |
| Total                   | Total                          | 812   | 100,00 / 100,00 |      |
| Eleitorado/Participação | Eleitorado/Participação        | 2 877 | 28,22 / 100,00  | 0,40 |

#### Andrães
| Partido                 | Partido                     | Votos | %               | +/-  |
| ----------------------- | --------------------------- | ----- | --------------- | ---- |
|                         | Partido Social Democrata    | 183   | 36,75 / 100,00  | -    |
|                         | Partido Socialista          | 160   | 32,13 / 100,00  | 4,55 |
|                         | Bloco de Esquerda           | 33    | 6,63 / 100,00   | 2,95 |
|                         | CDS – Partido Popular       | 23    | 4,62 / 100,00   | -    |
|                         | Pessoas–Animais–Natureza    | 22    | 4,42 / 100,00   | 3,63 |
|                         | Aliança                     | 12    | 2,41 / 100,00   | Novo |
|                         | Basta!                      | 11    | 2,21 / 100,00   | 1,61 |
|                         | Partido Nacional Renovador  | 5     | 1,00 / 100,00   | 0,80 |
|                         | Outros (com menos de 1,00%) | 17    | 3,41 / 100,00   |      |
| Votos Inválidos         | Votos Inválidos             | 32    | 6,42 / 100,00   | 3,11 |
| Total                   | Total                       | 498   | 100,00 / 100,00 |      |
| Eleitorado/Participação | Eleitorado/Participação     | 1 594 | 31,24 / 100,00  | 1,54 |

#### Arroios
| Partido                 | Partido                                         | Votos | %               | +/-  |
| ----------------------- | ----------------------------------------------- | ----- | --------------- | ---- |
|                         | Partido Socialista                              | 151   | 31,72 / 100,00  | 5,95 |
|                         | Partido Social Democrata                        | 131   | 27,52 / 100,00  | -    |
|                         | Bloco de Esquerda                               | 44    | 9,24 / 100,00   | 6,10 |
|                         | CDS – Partido Popular                           | 19    | 3,99 / 100,00   | -    |
|                         | Pessoas–Animais–Natureza                        | 18    | 3,78 / 100,00   | 1,99 |
|                         | LIVRE                                           | 10    | 2,10 / 100,00   | 0,75 |
|                         | Aliança                                         | 9     | 1,89 / 100,00   | Novo |
|                         | Basta!                                          | 9     | 1,89 / 100,00   | 1,25 |
|                         | Coligação Democrática Unitária                  | 8     | 1,68 / 100,00   | 2,36 |
|                         | Partido Democrático Republicano                 | 8     | 1,68 / 100,00   | Novo |
|                         | Nós, Cidadãos!                                  | 6     | 1,26 / 100,00   | Novo |
|                         | Partido Comunista dos Trabalhadores Portugueses | 6     | 1,26 / 100,00   | 0,14 |
|                         | Iniciativa Liberal                              | 6     | 1,05 / 100,00   | Novo |
|                         | Outros (com menos de 1,00%)                     | 2     | 0,42 / 100,00   |      |
| Votos Inválidos         | Votos Inválidos                                 | 50    | 10,50 / 100,00  | 1,16 |
| Total                   | Total                                           | 476   | 100,00 / 100,00 |      |
| Eleitorado/Participação | Eleitorado/Participação                         | 1 061 | 44,86 / 100,00  | 0,28 |

#### Borbela e Lamas de Olo
| Partido                 | Partido                        | Votos | %               | +/-  |
| ----------------------- | ------------------------------ | ----- | --------------- | ---- |
|                         | Partido Socialista             | 268   | 31,57 / 100,00  | 6,39 |
|                         | Partido Social Democrata       | 230   | 27,09 / 100,00  | -    |
|                         | Bloco de Esquerda              | 68    | 8,01 / 100,00   | 5,76 |
|                         | CDS – Partido Popular          | 50    | 5,89 / 100,00   | -    |
|                         | Pessoas–Animais–Natureza       | 35    | 4,12 / 100,00   | 3,19 |
|                         | Coligação Democrática Unitária | 25    | 2,94 / 100,00   | 2,48 |
|                         | LIVRE                          | 23    | 2,71 / 100,00   | 2,05 |
|                         | Aliança                        | 21    | 2,47 / 100,00   | Novo |
|                         | Nós, Cidadãos!                 | 12    | 1,41 / 100,00   | Novo |
|                         | Outros (com menos de 1,00%)    | 37    | 4,36 / 100,00   |      |
| Votos Inválidos         | Votos Inválidos                | 80    | 9,42 / 100,00   | 1,03 |
| Total                   | Total                          | 849   | 100,00 / 100,00 |      |
| Eleitorado/Participação | Eleitorado/Participação        | 2 684 | 31,63 / 100,00  | 4,29 |

#### Campeã
| Partido                 | Partido                        | Votos | %               | +/-  |
| ----------------------- | ------------------------------ | ----- | --------------- | ---- |
|                         | Partido Social Democrata       | 210   | 42,94 / 100,00  | -    |
|                         | Partido Socialista             | 163   | 33,33 / 100,00  | 1,28 |
|                         | Bloco de Esquerda              | 37    | 7,57 / 100,00   | 6,84 |
|                         | CDS – Partido Popular          | 18    | 3,68 / 100,00   | -    |
|                         | Pessoas–Animais–Natureza       | 7     | 1,43 / 100,00   | 1,07 |
|                         | Coligação Democrática Unitária | 6     | 1,23 / 100,00   | 2,14 |
|                         | Aliança                        | 6     | 1,23 / 100,00   | Novo |
|                         | Iniciativa Liberal             | 5     | 1,02 / 100,00   | Novo |
|                         | Outros (com menos de 1,00%)    | 12    | 2,45 / 100,00   |      |
| Votos Inválidos         | Votos Inválidos                | 25    | 5,11 / 100,00   | 0,19 |
| Total                   | Total                          | 489   | 100,00 / 100,00 |      |
| Eleitorado/Participação | Eleitorado/Participação        | 1 671 | 29,26 / 100,00  | 0,40 |

#### Constantim e Vale de Nogueiras
| Partido                 | Partido                                         | Votos | %               | +/-  |
| ----------------------- | ----------------------------------------------- | ----- | --------------- | ---- |
|                         | Partido Social Democrata                        | 206   | 34,97 / 100,00  | -    |
|                         | Partido Socialista                              | 162   | 27,50 / 100,00  | 0,52 |
|                         | Bloco de Esquerda                               | 37    | 6,28 / 100,00   | 3,28 |
|                         | CDS – Partido Popular                           | 22    | 3,74 / 100,00   | -    |
|                         | Pessoas–Animais–Natureza                        | 20    | 3,40 / 100,00   | 2,49 |
|                         | Aliança                                         | 16    | 2,72 / 100,00   | Novo |
|                         | Coligação Democrática Unitária                  | 11    | 1,87 / 100,00   | 0,72 |
|                         | Basta!                                          | 9     | 1,53 / 100,00   | 5,01 |
|                         | Iniciativa Liberal                              | 8     | 1,36 / 100,00   | Novo |
|                         | Partido Comunista dos Trabalhadores Portugueses | 7     | 1,19 / 100,00   | 0,51 |
|                         | Outros (com menos de 1,00%)                     | 15    | 2,55 / 100,00   |      |
| Votos Inválidos         | Votos Inválidos                                 | 76    | 12,90 / 100,00  | 1,87 |
| Total                   | Total                                           | 589   | 100,00 / 100,00 |      |
| Eleitorado/Participação | Eleitorado/Participação                         | 1 894 | 31,10 / 100,00  | 6,03 |

#### Folhadela
| Partido                 | Partido                                         | Votos | %               | +/-  |
| ----------------------- | ----------------------------------------------- | ----- | --------------- | ---- |
|                         | Partido Socialista                              | 233   | 31,49 / 100,00  | 0,26 |
|                         | Partido Social Democrata                        | 204   | 27,57 / 100,00  | -    |
|                         | Bloco de Esquerda                               | 75    | 10,14 / 100,00  | 6,41 |
|                         | Coligação Democrática Unitária                  | 38    | 5,14 / 100,00   | 3,34 |
|                         | CDS – Partido Popular                           | 31    | 4,19 / 100,00   | -    |
|                         | Pessoas–Animais–Natureza                        | 26    | 3,51 / 100,00   | 2,87 |
|                         | Aliança                                         | 20    | 2,70 / 100,00   | Novo |
|                         | LIVRE                                           | 15    | 2,03 / 100,00   | 0,62 |
|                         | Basta!                                          | 13    | 1,76 / 100,00   | 0,09 |
|                         | Partido Comunista dos Trabalhadores Portugueses | 8     | 1,08 / 100,00   | 0,33 |
|                         | Outros (com menos de 1,00%)                     | 21    | 2,84 / 100,00   |      |
| Votos Inválidos         | Votos Inválidos                                 | 56    | 7,56 / 100,00   | 0,67 |
| Total                   | Total                                           | 740   | 100,00 / 100,00 |      |
| Eleitorado/Participação | Eleitorado/Participação                         | 2 022 | 36,60 / 100,00  | 0,84 |

#### Guiães
| Partido                 | Partido                        | Votos | %               | +/-  |
| ----------------------- | ------------------------------ | ----- | --------------- | ---- |
|                         | Partido Social Democrata       | 60    | 52,17 / 100,00  | -    |
|                         | Partido Socialista             | 23    | 20,00 / 100,00  | 0,42 |
|                         | CDS – Partido Popular          | 9     | 7,83 / 100,00   | -    |
|                         | Bloco de Esquerda              | 4     | 3,48 / 100,00   | 0,72 |
|                         | Coligação Democrática Unitária | 4     | 3,48 / 100,00   | 1,42 |
|                         | Aliança                        | 2     | 1,74 / 100,00   | Novo |
|                         | Outros (com menos de 1,00%)    | 4     | 3,48 / 100,00   |      |
| Votos Inválidos         | Votos Inválidos                | 9     | 7,83 / 100,00   | 4,33 |
| Total                   | Total                          | 115   | 100,00 / 100,00 |      |
| Eleitorado/Participação | Eleitorado/Participação        | 621   | 18,52 / 100,00  | 0,91 |

#### Lordelo
| Partido                 | Partido                        | Votos | %               | +/-  |
| ----------------------- | ------------------------------ | ----- | --------------- | ---- |
|                         | Partido Socialista             | 287   | 36,24 / 100,00  | 0,72 |
|                         | Partido Social Democrata       | 176   | 22,22 / 100,00  | -    |
|                         | Bloco de Esquerda              | 93    | 11,74 / 100,00  | 8,63 |
|                         | CDS – Partido Popular          | 32    | 4,04 / 100,00   | -    |
|                         | Coligação Democrática Unitária | 27    | 3,41 / 100,00   | 4,63 |
|                         | Pessoas–Animais–Natureza       | 26    | 3,28 / 100,00   | 1,72 |
|                         | LIVRE                          | 19    | 2,40 / 100,00   | 0,58 |
|                         | Aliança                        | 15    | 1,89 / 100,00   | Novo |
|                         | Basta!                         | 13    | 1,64 / 100,00   | 0,44 |
|                         | Nós, Cidadãos!                 | 11    | 1,39 / 100,00   | Novo |
|                         | Outros (com menos de 1,00%)    | 24    | 3,03 / 100,00   |      |
| Votos Inválidos         | Votos Inválidos                | 69    | 8,71 / 100,00   | 0,80 |
| Total                   | Total                          | 792   | 100,00 / 100,00 |      |
| Eleitorado/Participação | Eleitorado/Participação        | 2 656 | 29,82 / 100,00  | 0,34 |

#### Mateus
| Partido                 | Partido                        | Votos | %               | +/-   |
| ----------------------- | ------------------------------ | ----- | --------------- | ----- |
|                         | Partido Socialista             | 319   | 27,36 / 100,00  | 8,57  |
|                         | Partido Social Democrata       | 304   | 26,07 / 100,00  | -     |
|                         | Bloco de Esquerda              | 161   | 13,81 / 100,00  | 10,61 |
|                         | Coligação Democrática Unitária | 58    | 4,97 / 100,00   | 3,56  |
|                         | CDS – Partido Popular          | 54    | 4,63 / 100,00   | -     |
|                         | Pessoas–Animais–Natureza       | 53    | 4,55 / 100,00   | 2,84  |
|                         | Aliança                        | 33    | 2,83 / 100,00   | Novo  |
|                         | LIVRE                          | 29    | 2,49 / 100,00   | 0,36  |
|                         | Basta!                         | 25    | 2,14 / 100,00   | 0,43  |
|                         | Outros (com menos de 1,00%)    | 40    | 3,43 / 100,00   |       |
| Votos Inválidos         | Votos Inválidos                | 90    | 7,71 / 100,00   | 1,31  |
| Total                   | Total                          | 1 166 | 100,00 / 100,00 |       |
| Eleitorado/Participação | Eleitorado/Participação        | 3 010 | 38,74 / 100,00  | 3,96  |

#### Mondrões
| Partido                 | Partido                        | Votos | %               | +/-  |
| ----------------------- | ------------------------------ | ----- | --------------- | ---- |
|                         | Partido Socialista             | 134   | 39,76 / 100,00  | 1,64 |
|                         | Partido Social Democrata       | 109   | 32,34 / 100,00  | -    |
|                         | Bloco de Esquerda              | 25    | 7,42 / 100,00   | 5,21 |
|                         | CDS – Partido Popular          | 20    | 5,93 / 100,00   | -    |
|                         | Basta!                         | 8     | 2,37 / 100,00   | 0,99 |
|                         | Pessoas–Animais–Natureza       | 7     | 2,08 / 100,00   | 1,80 |
|                         | Coligação Democrática Unitária | 4     | 1,19 / 100,00   | 2,12 |
|                         | Nós, Cidadãos!                 | 4     | 1,19 / 100,00   | Novo |
|                         | Outros (com menos de 1,00%)    | 10    | 2,97 / 100,00   |      |
| Votos Inválidos         | Votos Inválidos                | 16    | 4,75 / 100,00   | 0,50 |
| Total                   | Total                          | 337   | 100,00 / 100,00 |      |
| Eleitorado/Participação | Eleitorado/Participação        | 972   | 34,67 / 100,00  | 1,61 |

#### Mouçós e Lamares
| Partido                 | Partido                        | Votos | %               | +/-  |
| ----------------------- | ------------------------------ | ----- | --------------- | ---- |
|                         | Partido Social Democrata       | 368   | 32,11 / 100,00  | -    |
|                         | Partido Socialista             | 363   | 31,68 / 100,00  | 2,86 |
|                         | Bloco de Esquerda              | 89    | 7,77 / 100,00   | 5,00 |
|                         | CDS – Partido Popular          | 51    | 4,45 / 100,00   | -    |
|                         | Pessoas–Animais–Natureza       | 42    | 3,66 / 100,00   | 2,40 |
|                         | Coligação Democrática Unitária | 24    | 2,09 / 100,00   | 2,03 |
|                         | Aliança                        | 23    | 2,01 / 100,00   | Novo |
|                         | LIVRE                          | 20    | 1,75 / 100,00   | 0,41 |
|                         | Basta!                         | 17    | 1,48 / 100,00   | 0,05 |
|                         | Outros (com menos de 1,00%)    | 42    | 3,67 / 100,00   |      |
| Votos Inválidos         | Votos Inválidos                | 107   | 9,34 / 100,00   | 0,68 |
| Total                   | Total                          | 1 146 | 100,00 / 100,00 |      |
| Eleitorado/Participação | Eleitorado/Participação        | 3 479 | 32,94 / 100,00  | 0,39 |

#### Nogueira e Ermida
| Partido                 | Partido                                         | Votos | %               | +/-  |
| ----------------------- | ----------------------------------------------- | ----- | --------------- | ---- |
|                         | Partido Socialista                              | 120   | 40,13 / 100,00  | 0,37 |
|                         | Partido Social Democrata                        | 101   | 33,78 / 100,00  | -    |
|                         | CDS – Partido Popular                           | 13    | 4,45 / 100,00   | -    |
|                         | Bloco de Esquerda                               | 10    | 3,34 / 100,00   | 1,66 |
|                         | Pessoas–Animais–Natureza                        | 7     | 2,34 / 100,00   | 1,78 |
|                         | Aliança                                         | 6     | 2,01 / 100,00   | Novo |
|                         | Basta!                                          | 6     | 2,01 / 100,00   | 0,05 |
|                         | Coligação Democrática Unitária                  | 5     | 1,67 / 100,00   | 2,80 |
|                         | LIVRE                                           | 3     | 1,00 / 100,00   | 0,44 |
|                         | Partido Comunista dos Trabalhadores Portugueses | 3     | 1,00 / 100,00   | 0,72 |
|                         | Outros (com menos de 1,00%)                     | 5     | 1,67 / 100,00   |      |
| Votos Inválidos         | Votos Inválidos                                 | 20    | 6,69 / 100,00   | 3,61 |
| Total                   | Total                                           | 299   | 100,00 / 100,00 |      |
| Eleitorado/Participação | Eleitorado/Participação                         | 960   | 31,15 / 100,00  | 1,19 |

#### Parada de Cunhos
| Partido                 | Partido                        | Votos | %               | +/-  |
| ----------------------- | ------------------------------ | ----- | --------------- | ---- |
|                         | Partido Socialista             | 206   | 35,33 / 100,00  | 3,51 |
|                         | Partido Social Democrata       | 153   | 26,24 / 100,00  | -    |
|                         | Bloco de Esquerda              | 56    | 9,61 / 100,00   | 6,62 |
|                         | CDS – Partido Popular          | 32    | 5,49 / 100,00   | -    |
|                         | Pessoas–Animais–Natureza       | 22    | 3,77 / 100,00   | 2,98 |
|                         | Aliança                        | 16    | 2,74 / 100,00   | Novo |
|                         | Coligação Democrática Unitária | 15    | 2,57 / 100,00   | 0,42 |
|                         | LIVRE                          | 11    | 1,89 / 100,00   | 0,63 |
|                         | Basta!                         | 10    | 1,72 / 100,00   | 1,27 |
|                         | Outros (com menos de 1,00%)    | 26    | 4,46 / 100,00   |      |
| Votos Inválidos         | Votos Inválidos                | 36    | 6,17 / 100,00   | 1,22 |
| Total                   | Total                          | 583   | 100,00 / 100,00 |      |
| Eleitorado/Participação | Eleitorado/Participação        | 1 658 | 35,16 / 100,00  | 1,50 |

#### Pena, Quintã e Vila Cova
| Partido                 | Partido                         | Votos | %               | +/-  |
| ----------------------- | ------------------------------- | ----- | --------------- | ---- |
|                         | Partido Social Democrata        | 240   | 65,93 / 100,00  | -    |
|                         | Partido Socialista              | 49    | 13,46 / 100,00  | 4,80 |
|                         | CDS – Partido Popular           | 19    | 5,22 / 100,00   | -    |
|                         | Bloco de Esquerda               | 13    | 3,57 / 100,00   | 1,17 |
|                         | Pessoas–Animais–Natureza        | 8     | 2,20 / 100,00   | 1,90 |
|                         | Coligação Democrática Unitária  | 4     | 1,10 / 100,00   | 0,20 |
|                         | Partido Democrático Republicano | 4     | 1,10 / 100,00   | Novo |
|                         | Outros (com menos de 1,00%)     | 8     | 2,20 / 100,00   |      |
| Votos Inválidos         | Votos Inválidos                 | 19    | 5,22 / 100,00   | 2,56 |
| Total                   | Total                           | 364   | 100,00 / 100,00 |      |
| Eleitorado/Participação | Eleitorado/Participação         | 944   | 38,56 / 100,00  | 7,23 |

#### São Tomé do Castelo e Justes
| Partido                 | Partido                                     | Votos | %               | +/-  |
| ----------------------- | ------------------------------------------- | ----- | --------------- | ---- |
|                         | Partido Social Democrata                    | 160   | 40,40 / 100,00  | -    |
|                         | Partido Socialista                          | 101   | 25,51 / 100,00  | 4,51 |
|                         | Bloco de Esquerda                           | 23    | 5,81 / 100,00   | 2,07 |
|                         | CDS – Partido Popular                       | 19    | 4,80 / 100,00   | -    |
|                         | Pessoas–Animais–Natureza                    | 12    | 3,03 / 100,00   | 2,41 |
|                         | Aliança                                     | 12    | 3,03 / 100,00   | Novo |
|                         | Coligação Democrática Unitária              | 8     | 2,02 / 100,00   | 2,35 |
|                         | LIVRE                                       | 8     | 2,02 / 100,00   | 0,98 |
|                         | Basta!                                      | 5     | 1,26 / 100,00   | 1,03 |
|                         | Partido Unido dos Reformados e Pensionistas | 4     | 1,01 / 100,00   | Novo |
|                         | Outros (com menos de 1,00%)                 | 10    | 2,52 / 100,00   |      |
| Votos Inválidos         | Votos Inválidos                             | 34    | 8,59 / 100,00   | 0,28 |
| Total                   | Total                                       | 396   | 100,00 / 100,00 |      |
| Eleitorado/Participação | Eleitorado/Participação                     | 1 425 | 27,79 / 100,00  | 2,94 |

#### Torgueda
| Partido                 | Partido                        | Votos | %               | +/-  |
| ----------------------- | ------------------------------ | ----- | --------------- | ---- |
|                         | Partido Socialista             | 227   | 42,35 / 100,00  | 5,08 |
|                         | Partido Social Democrata       | 160   | 29,85 / 100,00  | -    |
|                         | Bloco de Esquerda              | 46    | 8,58 / 100,00   | 6,58 |
|                         | CDS – Partido Popular          | 19    | 3,54 / 100,00   | -    |
|                         | Pessoas–Animais–Natureza       | 11    | 2,05 / 100,00   | 0,60 |
|                         | Aliança                        | 11    | 2,05 / 100,00   | Novo |
|                         | Coligação Democrática Unitária | 6     | 1,12 / 100,00   | 1,24 |
|                         | Outros (com menos de 1,00%)    | 23    | 4,29 / 100,00   |      |
| Votos Inválidos         | Votos Inválidos                | 33    | 6,16 / 100,00   | 0,93 |
| Total                   | Total                          | 536   | 100,00 / 100,00 |      |
| Eleitorado/Participação | Eleitorado/Participação        | 1 603 | 33,44 / 100,00  | 1,30 |

#### Vila Marim
| Partido                 | Partido                                         | Votos | %               | +/-  |
| ----------------------- | ----------------------------------------------- | ----- | --------------- | ---- |
|                         | Partido Socialista                              | 173   | 32,77 / 100,00  | 0,80 |
|                         | Partido Social Democrata                        | 152   | 28,79 / 100,00  | -    |
|                         | Bloco de Esquerda                               | 48    | 9,09 / 100,00   | 5,89 |
|                         | CDS – Partido Popular                           | 33    | 6,25 / 100,00   | -    |
|                         | Aliança                                         | 17    | 3,22 / 100,00   | Novo |
|                         | Coligação Democrática Unitária                  | 14    | 2,65 / 100,00   | 2,15 |
|                         | Pessoas–Animais–Natureza                        | 12    | 2,27 / 100,00   | 1,56 |
|                         | LIVRE                                           | 12    | 2,27 / 100,00   | 0,32 |
|                         | Nós, Cidadãos!                                  | 9     | 1,70 / 100,00   | Novo |
|                         | Partido Comunista dos Trabalhadores Portugueses | 6     | 1,14 / 100,00   | 0,81 |
|                         | Outros (com menos de 1,00%)                     | 13    | 2,46 / 100,00   |      |
| Votos Inválidos         | Votos Inválidos                                 | 39    | 7,38 / 100,00   | 1,68 |
| Total                   | Total                                           | 528   | 100,00 / 100,00 |      |
| Eleitorado/Participação | Eleitorado/Participação                         | 1 787 | 29,55 / 100,00  | 0,88 |

#### Vila Real
| Partido                 | Partido                        | Votos  | %               | +/-  |
| ----------------------- | ------------------------------ | ------ | --------------- | ---- |
|                         | Partido Socialista             | 1 896  | 30,54 / 100,00  | 5,24 |
|                         | Partido Social Democrata       | 1 618  | 26,06 / 100,00  | -    |
|                         | Bloco de Esquerda              | 755    | 12,16 / 100,00  | 8,45 |
|                         | CDS – Partido Popular          | 351    | 5,65 / 100,00   | -    |
|                         | Pessoas–Animais–Natureza       | 244    | 3,93 / 100,00   | 2,58 |
|                         | Coligação Democrática Unitária | 236    | 3,80 / 100,00   | 4,60 |
|                         | Aliança                        | 181    | 2,92 / 100,00   | Novo |
|                         | LIVRE                          | 141    | 2,27 / 100,00   | 0,26 |
|                         | Nós, Cidadãos!                 | 74     | 1,19 / 100,00   | Novo |
|                         | Basta!                         | 69     | 1,11 / 100,00   | 1,66 |
|                         | Outros (com menos de 1,00%)    | 183    | 2,95 / 100,00   |      |
| Votos Inválidos         | Votos Inválidos                | 460    | 7,41 / 100,00   | 0,41 |
| Total                   | Total                          | 6 208  | 100,00 / 100,00 |      |
| Eleitorado/Participação | Eleitorado/Participação        | 15 954 | 38,91 / 100,00  | 1,11 |